# Nitrate d'hafnium
Le nitrate d'hafnium est un composé chimique de formule Hf(NO3)4. C'est un sel d'hafnium et d'acide nitrique HNO3. Il s'agit d'un solide légèrement volatil pouvant être sublimé à 110 °C sous 0,1 mmHg, ce qui permet de l'utiliser pour déposer des couches minces de dioxyde d'hafnium HfO2 par atomic layer deposition car il se décompose au-delà de 160 °C en HfO(NO3)2 puis en HfO2. 
Il peut être obtenu par réaction de tétrachlorure d'hafnium HfCl4 avec du pentoxyde d'azote N2O5.